# Евангелическо-лютеранская церковь Баварии

Евангелическо-лютеранская Церковь Баварии (нем. Evangelisch-Lutherische Kirche in Bayern), ЕЛЦБ — общественная корпорация немецкой земли Баварии. Количество прихожан церкви составляет 2 632 000 человек(2006). Церковь объединяет 1541 поместный евангелическо-лютеранский приход на территории земли Бавария.
Эта церковь является одной из 22 региональных протестантских церквей, входящих в Евангелическую церковь Германии.
Церковь также является членом Объединённой Евангелическо-Лютеранской Церкви Германии, Сообщества протестантских церквей Европы и Всемирной лютеранской федерации.

## История
Даже после Реформации территория Баварии была полностью католическая. В 1806 и 1810 годах территория Баварии была расширена на традиционно протестантские земли. Тогда был создан союз евангелических и реформатских церквей Баварии. В 1918 году реформатские церкви отделились и организовали Евангелическо-Реформатскую Церковь Баварии. Своё нынешнее название «Евангелическо-Лютеранская Церковь Баварии» церковь получила в 1948 году.
Согласно конституции церкви 1933 года главой церкви является епископ Евангелическо-Лютеранской Церкви Баварии.

## Структуры ЕЛЦБ

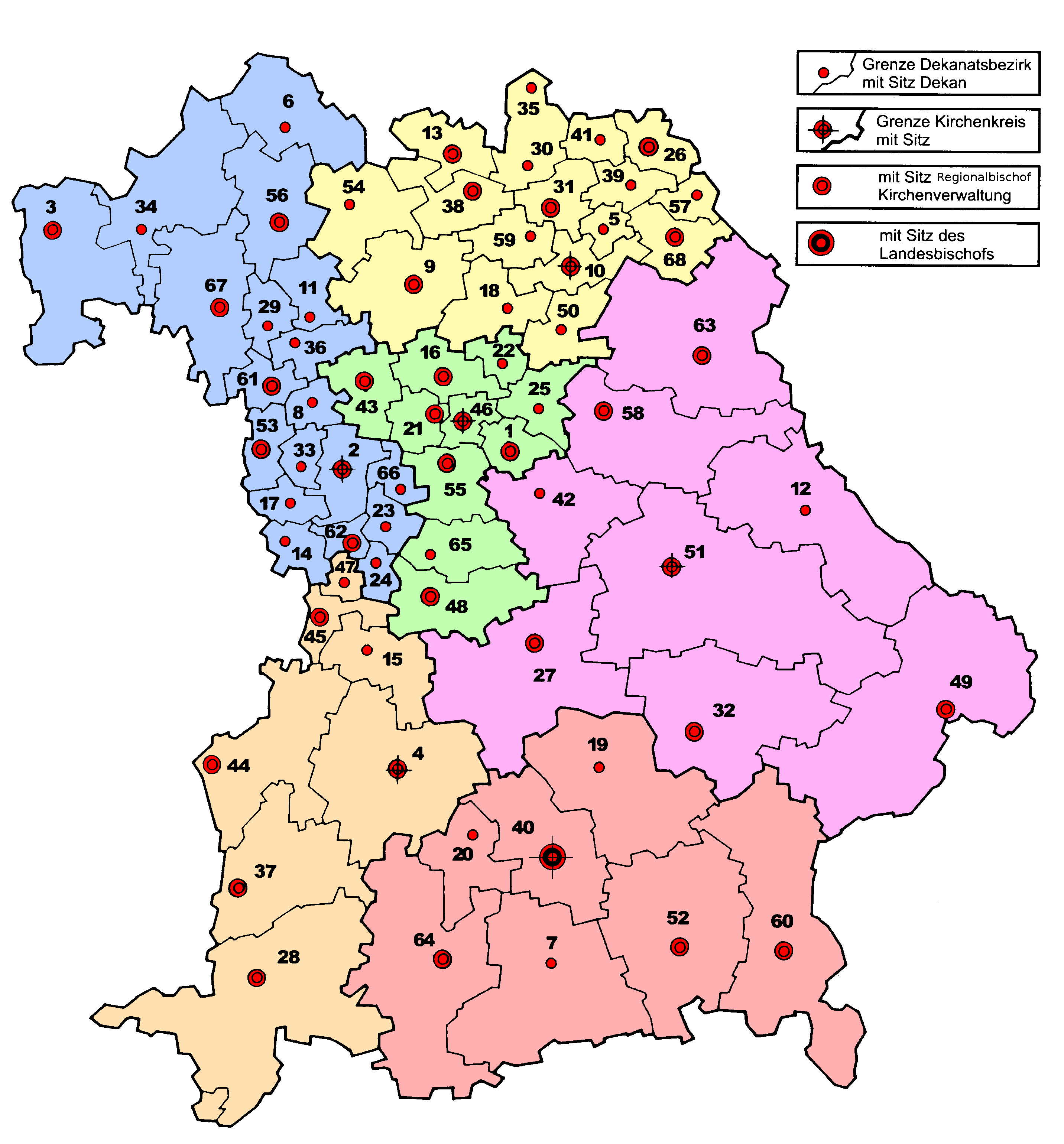
Церковные регионы с деканатами: Ансбах-Вюрцбург, Аугсбург, Байройт, Мюнхен, Нюрнберг, Регенсбург
1 Альтдорф, 2 Ансбах, 3 Ашаффенбург, 4 Аугсбург, 5 Бад-Бернекк, 6 Бад-Нойштадт-ан-дер-Зале, 7 Бад-Тёльц, 8 Бад-Виндсхайм, 9 Бамберг, 10 Байройт, 11 Кастелль, 12 Хам, 13 Кобург, 14 Динкельсбюль, 15 Донаувёрт, 16 Эрланген, 17 Фойхтванген, 18 Форххайм (центр Муггендорф), 19 Фрайзинг, 20 Фюрстенфельдбрукк, 21 Фюрт, 22 Грефенберг, 23 Гунценхаузен, 24 Хайденхайм, 25 Херсбрукк, 26 Хоф, 27 Ингольштадт, 28 Кемптен, 29 Китцинген, 30 Кронах-Людвигсштадт (Кронах до 2010), 31 Кульмбах, 32 Ландсхут, 33 Лойтерсхаузен, 34 Лор-ам-Майн, 35 Кронах-Людвигсштадт (Людвигсштадт до 2010), 36 Маркт-Айнерсхайм, 37 Мемминген, 38 Михелау, 39 Мюнхберг, 40 Мюнхен, 41 Найла, 42 Ноймаркт, 43 Нойштадт-ан-дер-Айш, 44 Ной-Ульм, 45 Нёрдлинген, 46 Нюрнберг, 47 Эттинген, 48 Паппенхайм, 49 Пассау, 50 Пегниц, 51 Регенсбург, 52 Розенхайм, 53 Ротенбург-об-дер-Таубер, 54 Рюгхайм, 55 Швабах, 56 Швайнфурт, 57 Зельб, 58 Зульцбах-Розенберг, 59 Турнау, 60 Траунштайн, 61 Уффенхайм, 62 Вассертрюдинген, 63 Вайден, 64 Вайльхайм, 65 Вайсенбург, 66 Виндсбах, 67 Вюрцбург, 68 Вунзидель

Центральными руководящими структурами ЕЛЦБ являются:
- Синод. Состоит из 108 членов, выбираемых каждые 6 лет членами всех приходских советов ЕЛЦБ. Собирается дважды в год и обсуждает текущие вопросы церкви и общества. Принимает законы и правила церкви, а также утверждает бюджет церкви.
- Комитет Синода. Избирается Синодом и собирается ежемесячно для решения текущих вопросов Синода.
- Совет ЕЛЦБ. Состоит из епископа ЕЛЦБ, 6 региональных епископов, а также руководителей департаментов офиса церкви в Мюнхене. Совет проводит свои заседания ежемесячно, назначает пасторов и принимает решения по организационным вопросам.

Синод избирает епископа ЕЛЦБ на 12 лет. Епископ ЕЛЦБ является представителем церкви перед обществом и председательствует на Совете церкви.
С 1999 года епископом ЕЛЦБ является д-р Йоганн Фридрих.

## Административная иерархия
Члены прихода избирают приходской совет.
Несколько приходов образуют деканат. Деканат имеет избираемого декана, совет деканата и Синод деканата.
Несколько деканатов образуют Церковный регион с региональным епископом во главе. Церковный регион не имеет своего совета и синода.
В настоящее время (2016) существует 6 регионов ЕЛЦБ:
1. Церковный регион Ансбах-Вюрцбург (1920)
2. Церковный регион Аугсбург (1971)
3. Церковный регион Байройт (1920)
4. Церковный регион Мюнхен (1920)
5. Церковный регион Нюрнберг (1934)
6. Церковный регион Регенсбург (1951)

Церковные регионы не являются юридическими лицами.

## Внешние ссылки
- Официальный сайт